# Робърт Олдрич
Робърт Олдрич (на английски: Robert Aldrich) е американски режисьор, сценарист и филмов продуцент. 

## Биография
Роден е на 9 август 1918 г. в Кранстън, Род Айлънд. Започва кариерата си в киното през 40-те години и работи като асистент на някои от водещите режисьори по това време. През 50-те години започва да режисира самостоятелно филми за телевизията и киното. Сред най-известните му работи са „Какво се случи с Бейби Джейн“ („What Ever Happened to Baby Jane?“, 1962), „Полетът на феникса“ („The Flight of the Phoenix“, 1965) и „Мръсната дузина“ („The Dirty Dozen“, 1967).
Робърт Олдрич умира на 5 декември 1983 г. в Лос Анджелис.

## Избрана филмография

### Като режисьор
| Година | Филм                         | Оригинално заглавие              |
| ------ | ---------------------------- | -------------------------------- |
| 1954   | Вера Крус                    | Vera Cruz                        |
| 1959   | Гневните хълмове             | The Angry Hills                  |
| 1962   | Какво се случи с Бейби Джейн | What Ever Happened to Baby Jane? |
| 1963   | Тексаската четворка          | 4 for Texas                      |
| 1965   | Полетът на феникса           | The Flight of the Phoenix        |
| 1967   | Мръсната дузина              | The Dirty Dozen                  |
| 1973   | Император на Севера          | Emperor of the North             |